# Neveš
Bunar Neveš je znamenitost sela Boljuna u Bjelojevićima. Ispod nekropole stećaka nalazi se Grčki bunar (lokalni naziv) okruglog oblika, te promjera 12 m. Bunari građeni "na okruglac" postoje u stolačkom kraju i u Hrasnu i još oko 1960. godine bili u upotrebi. Starost bunara nije utvrđena, a pretpostavlja se da je napravljen prije 2000 godina. Bunar su ponajviše punile jesenje kiše; kišnica se slijevala između stećaka i kanalima odvodila do bunara. Služio je za napajanje stoke i pranje rublja.

## Vanjske poveznice
- Stolac - kulturno-povijesni vodič  Arhivirana inačica izvorne stranice od 27. ožujka 2019. (Wayback Machine) Slika: Bunar Neveš i kameno korito u Boljunima, str. 53